# Europsko prvenstvo u košarci – Italija 1979.
Europsko prvenstvo u košarci 1979. godine održalo se u Italiji od 9. do 19. lipnja 1979. godine. To je bilo 21. europsko prvenstvo po redu, a igralo se u 4 grada domaćina. Svjetskim prvacima postali su Sovjeti (11. titula), koji su u finalu svladali reprezentaciju Izraela. U utakmici za treće mjesto Jugoslavija je bila bolja od Čehoslovačke 99:92.
Najkorisnijim igračem proglašen je Izraelac Mickey Berkovitz.
Hrvatski igrači koji su igrali za reprezentaciju Jugoslavije: Krešimir Ćosić, Željko Jerkov, Duje Krstulović i Mihovil Nakić. Vodio ih je hrvatski trener Petar Skansi.